# Dave St-Pierre
Dave St-Pierre, né en 1974 à Saint-Jérôme au Québec, est un danseur, chorégraphe et metteur en scène québécois.

## Biographie
Dave St-Pierre est diagnostiqué d'une fibrose kystique à l'âge de dix-sept ans. Entre 1994 et 2004, Dave St-Pierre danse avec la compagnie Brouhaha Danse, Jean-Pierre Perreault, Daniel Léveillé, Harold Rhéaume, Estelle Clareton, Pierre-Paul Savoie et Alain Francœur. En 2004, il fonde sa propre compagnie de danse. Sa pièce La Pornographie des âmes, créée la même année, lui vaut le prix du Meilleur spectacle 2004 à Francfort, de même que plusieurs distinctions comme personnalité de l’année par Radio Canada et de plusieurs médias dont Mirror, The Gazette, ICI, La Presse et Le Devoir ainsi que le magazine allemand Balletanz. La metteuse en scène Brigitte Poupart réalise en 2012 le documentaire Over My Dead Body, portant sur le quotidien de Dave St-Pierre.

## Démarche artistique et critique
Les créations de Dave St-Pierre sont fortement influencées par l'urgence de vivre[non neutre] et ses chorégraphies se veulent choquantes. Ses œuvres sont jouées au Québec, en France, au Royaume-Uni, en Allemagne et aux États-Unis. Dans La Pornographie des âmes (2005), Dave St-Pierre explore la question du scrupule, questionnant les interdits, les non-dits, les transgressions, opposant les tabous de la nudité du corps humain à l'obscénité et à la banalisation de la violence faite à l'humanité des personnes et des âmes[style à revoir]. Parachute (2015), collage de tableaux chorégraphiques, présente le mouvement brut imaginé par Dave St-Pierre, les danseurs toujours en alerte, faisant des gestes saccadés, des attrapées violentes, des étreintes fragiles, sans cacher la difficulté d’exécution. Néant (2016) propose une forme hybride entre la danse, le théâtre et la performance. Sous des projections d'images, Dave St-Pierre, seul sur scène, articule son corps autour du thème de la solitude et de l’identité[style à revoir]. Le spectacle de danse Suie (2017), mettant en scène deux danseurs dont une Jeanne d'Arc, un comédien, un chien et un enfant, provoque avec son obscénité et sa nudité, déjà présente dans les œuvres antérieures, déstabilise les spectateurs[non neutre]. Dans le chaos, la lumière révèle des corps chargés de lourdeur. Rapture (2022) met en avant les minorités, aborde les luttes de la communauté LGBTQIA + et dénonce les violences homophobes. La performance vise à rendre hommage aux victimes du sida.

## Œuvre

### Chorégraphies
- 2004 : La Pornographie des âmes
- 2006 : Un peu de tendresse bordel de merde !
- 2012 : Foudres
- 2015 : Parachute
- 2015 : Fake
- 2015 : Bastard-Macbeth
- 2016 : Néant
- 2017 : Fléau
- 2017 : Suie

### Théâtre
- Le Traitement
- La Tempête
- 2005 : Cérémonials
- 2011 : Moribonds

### Cirque
- 2004 : Le Soleil de minuit
- Love
- Zumanity

### Interprétation
- Amour, Acide et Noix
- La Pudeur des icebergs
- Notre-Dame de Paris
- L'Enfant de la musique

## Distinctions
- Prix du syndicat de la critique 2014 : Prix de la personnalité chorégraphique de l'année pour « son nouveau parcours chorégraphique »